# Jigsaw
Jigsaw（拼图）公司，以前称为Google Ideas，是由Google创建的技术孵化器，现在作为Alphabet的子公司运营。Jigsaw总部位于纽约市，致力于解决极端主义、在线审查和网络攻击等全球性挑战，并应用技术解决方案来保护信息的获取。

## 项目

### Project Shield
Project Shield是向拥有“媒体，选举和人权相关内容”网站提供的免费抗分布式拒绝服务攻击（抗DDoS）服务

### Outline
Outline VPN是一个开源工具，可以让新闻机构的记者更安全地访问互联网。